# Joe Wilson
Addison Graves Wilson Sr., detto Joe (Charleston, 31 luglio 1947), è un politico statunitense della Carolina del Sud, appartenente al Partito Repubblicano.
Dopo essere stato membro del Senato della Carolina del Sud, fa attualmente parte della Camera dei Rappresentanti degli Stati Uniti per il distretto elettorale che comprende Columbia, la capitale della Carolina del Sud, Beaufort e Hilton Head Island.
Joe Wilson ha acquisito una certa notorietà nel settembre 2009 per avere interrotto il discorso del presidente degli Stati Uniti Barack Obama al Congresso accusandolo di mentire.
Joe Wilson successivamente si è scusato formalmente per le sue parole con il presidente Obama che ha accettato le sue scuse.